# Guts (album)
| Recensione | Giudizio |
| ---------- | -------- |
| AllMusic   | [ 1 ]    |

Guts è un album raccolta di John Cale, pubblicato dalla Island Records nel febbraio del 1977.

## Descrizione
Il disco raccoglie i brani più significativi del periodo (1974 - 1975) in cui il musicista gallese era sotto contratto con la Island Records.
Con l'etichetta discografica inglese registrò Fear (1974), album che ricevette giudizi più che positivi da parte della critica(nella raccolta con i brani: Fear Is a Man's Best Friend e Gun).
Slow Dazzle, nella compilation presente con i brani Guts, Dirtyass Rock 'N' Roll e con la bella versione di Heartbreak Hotel, fu un album-tributo al rock 'n' roll anni cinquanta.
Helen of Troy (anch'esso presente nella raccolta con tre brani), album in cui Cale si avvale di collaboratori di primissimo piano, quali Chris Spedding, Phil Collins e Brian Eno, pur contenendo valide composizioni, risente dell'invadenza, nella produzione, della casa discografica (fatto che causerà la rottura del contratto con il musicista).
La compilation contiene infine l'inedito Mary Lou, brano registrato per l'album Slow Dazzle, a suo tempo poi scartato.

## Tracce
Brani composti da John Cale, eccetto dove indicato.
Lato A
1. Guts – 3:24 – Tratto dall'album: Slow Dazzle (1975)
2. Mary Lou – 2:46 – Brano inedito
3. Helen of Troy – 4:15 – Tratto dall'album: Helen of Troy (1975)
4. Pablo Picasso – 3:19 (Jonathan Richman) – Tratto dall'album: Helen of Troy (1975)
5. Leaving It Up to You – 4:28 – Tratto dall'album: Helen of Troy (1975)

Lato B
1. Fear Is a Man's Best Friend – 3:51 – Tratto dall'album: Fear (1974)
2. Gun – 8:03 – Tratto dall'album: Fear (1974)
3. Dirtyass Rock 'N' Roll – 4:39 – Tratto dall'album: Slow Dazzle (1975)
4. Heartbreak Hotel – 3:09 (Elvis Presley, Mae Boren Axton, Tommy Durden) – Tratto dall'album: Slow Dazzle (1975)

## Musicisti
Guts / Mary Lou / Dirtyass Rock 'N' Roll / Heartbreak Hotel
- John Cale - voce, pianoforte, organo, clavinet
- Phil Manzanera - chitarra
- Chris Spedding - chitarra
- Brian Eno - sintetizzatore
- Chris Thomas - violino, pianoforte, Fender Rhodes
- Pat Donaldson - basso
- Timi Donald - batteria
- Gerry Conway - batteria
- Geoff Muldaur - cori (brano: Guts)

Helen of Troy / Pablo Picasso / Leaving It Up to You
- John Cale - voce, tastiera, chitarra
- Chris Spedding - chitarra
- Brian Eno - sintetizzatore
- Pat Donaldson - basso
- Phil Collins - batteria
- Timmy Donald - batteria

Fear Is a Man's Best Friend / Gun
- John Cale - voce, chitarra, tastiera, basso
- Phil Manzanera - chitarra
- Brian Eno - tastiera
- Archie Leggatt - basso
- Fred Smith - batteria
- Irene Chanter, Doreen Chanter, Liza Strike - cori